# David Bedell-Sivright
Pour les articles homonymes, voir Bedell.

a Compétitions nationales et continentales officielles uniquement.

b Matchs officiels uniquement.
David Bedell-Sivright, surnommé Darkie, né le 8 décembre 1880 à Édimbourg et mort le 5 septembre 1915, est un joueur écossais de rugby à XV qui a joué dans les clubs de Université de Cambridge RFC et d'Université d'Édimbourg RFC. Il a été capitaine de l'équipe des Lions britanniques lors de la tournée en Australie de 1904.

## Biographie
Bedell-Sivright naît dans le quartier Saint-Georges à Édimbourg et passe sa scolarité au Fettes College. On raconte qu'il serait devenu champion de boxe amateur en 1909 et qu'il a plaqué un cheval dans Princes Street à Édimbourg.
Bedell-Sivright est sélectionné pour la première fois en équipe d'Écosse en 1900 dans un match contre le pays de Galles à St Helen's à Swansea. Il est ensuite sélectionné pour la tournée en Afrique du Sud de 1903 des Lions britanniques, équipe conduite par l'Écossais Mark Morrison. Alors qu'il est un joueur central de ces sélections, il ne participe pas aux tests-matchs. En 1904, il est sélectionné par l'England Rugby Board pour diriger la tournée des Lions britanniques en Australie. Il ne joue qu'un seul match, en raison d'une jambe cassée. Il décide de s'installer en Australie, mais au bout d'un an, la vie de « Stockman » ne l'intéresse plus et il retourne en Écosse pour y étudier la médecine[réf. nécessaire].
En 1915, Bedell-Sivright est un chirurgien au service de la 63rd (Royal Naval) Division (en) stationnée à la péninsule de Gallipoli pendant la bataille des Dardanelles de la Première Guerre mondiale. Après une période dans les tranchées, il est piqué par un insecte non identifié. Il se plaint de fatigue et il est transféré au bateau-hôpital, mais meurt deux jours plus tard, le 5 septembre 1915, d'une septicémie, et il est jeté à la mer.

## Statistiques

### En équipe d'Écosse
- 22 élections entre 1900 et 1908
- 3 essais, 9 points
- Sélections par années : 1 en 1900, 3 en 1901, 3 en 1902, 2 en 1903, 3 en 1904, 1 en 1905, 4 en 1906, 3 en 1907, 2 en 1908
- Tournois britanniques disputés: 1900, 1901, 1902, 1903, 1904, 1906, 1907 et 1908
- Angleterre 1901, 1902, 1903, 1906, 1907
- Irlande  1901, 1902, 1903, 1904, 1906, 1907, 1908
- Nouvelle-Zélande 1905
- Afrique du Sud 1906
- Pays de Galles 1900, 1901, 1902, 1903, 1904, 1906, 1907, 1908

### Avec les Lions britanniques
- Australie 1904